# Arnie 2
Arnie 2 è un videogioco sparatutto pubblicato nel 1993 per Amiga, Commodore 64 e MS-DOS dalla Zeppelin Games. Una riedizione statunitense per DOS, di Celery Software, ha il titolo Arnie Savage: Combat Commando.
Era stato preceduto nel 1992 da Arnie per Commodore 64 e Arnie per Amiga, molto diversi tra loro; Arnie 2 riprende la meccanica del primo Arnie per Commodore 64.
Come negli altri titoli il protagonista è l'eroico soldato Arnie, un diminutivo di Arnold, un riferimento non ufficiale ai tipici personaggi di Arnold Schwarzenegger.

## Modalità di gioco
Come il predecessore per Commodore 64, Arnie 2 è un videogioco isometrico con orientamento diagonale e scorrimento multidirezionale. Il giocatore controlla un soldato a piedi, solo contro il variegato esercito nemico.
L'arma base in questo caso è una pistola, ma da alcuni nemici uccisi si possono ottenere fucile M1, Colt Commando, Uzi. Le armi più potenti hanno munizioni limitate, ma una volta raccolte si può scegliere quando utilizzarle. Inoltre, solo su Amiga/DOS, c'è una scorta limitata di granate.
Nella versione Amiga/DOS ci sono quattro missioni ovvero livelli da affrontare, mentre su Commodore 64 sono solo due. Ciascun livello è un percorso tortuoso attraverso una base nemica difesa da fanteria, postazioni e veicoli di vario genere.